# Puccinellio distantis-Salicornietum brachystachyae
Zespół mannicy odstającej i soliroda zielnego (Puccinellio distantis-Salicornietum brachystachyae) – syntakson w randze zespołu budowany głównie przez halofita soliroda zielnego. Należy do klasy zespołów błotnistych solnisk Thero-Salicornietea. Ubogie florystycznie zbiorowisko halofilnych roślin zielnych związane z podmokłymi siedliskami o stałym lub okresowym dopływie słonych wód. Naturalne zbiorowiska tego typu występują w pobliżu słonych źródeł, w miejscach o płytkim zaleganiu złóż soli. W miejscach mniej zasolonych przechodzą w murawy mannicy odstającej i muchotrzewa solniskowego (Puccinellio-Spergularietum salinae). Obecnie większość naturalnych zbiorowisk zanikła, a współczesne stanowiska związane są z antropogenicznym zasoleniem (w okolicach kopalni soli, zakładów chemicznych, uzdrowisk solankowych itp.).
WystępowanieW Polsce najczęściej na Kujawach.
Charakterystyczna kombinacja gatunków
ChAss. : soliród zielny (Salicornia europaea ssp. europaea) (reg.)
DAss. : mannica odstająca (Puccinellia distans), muchotrzew solniskowy (Spergularia salina)
ChAll. : Salicornia brachystachya
ChCl., ChO. : soliród zielny (Salicornia europaea coll.), sodówka nadmorska (Suaeda maritima)

## Zagrożenia i ochrona
Zespół na potrzeby inwentaryzacji obszarów Natura 2000 oznaczony jako siedlisko przyrodnicze nr 1310 (śródlądowe błotniste solniska z solirodem).